# Jodie Whittaker
Jodie Auckland Whittaker (Skelmanthorpe, 17 juni 1982) is een Engelse actrice. Ze werd in 2006 genomineerd voor zowel een British Independent Film Award als een Satellite Award voor haar filmdebuut als Jessie in de tragikomedie Venus. Whittaker debuteerde eerder dat jaar als actrice in een aflevering van de televisieserie The Afternoon Play.
Whittaker speelt in zowel films als televisieseries. Zo speelde ze in de eerste jaren van haar acteerloopbaan al Izzy Huett in de miniserie Tess of the D'Urbervilles en had ze een gastrol in de detectiveserie Dalziel and Pascoe. Later kwamen daar rollen bij zoals die als Beth Latimer in de dramaserie Broadchurch en als Sandy Grimes in de thriller-miniserie The Assets. Whittaker debuteerde in december 2017 als eerste vrouwelijke vertolker van het titelpersonage in de sciencefictionserie Doctor Who.
Whittaker had eenmalige gastrollen in onder meer Doctors, Accused en Black Mirror (aflevering: The Entire History of You).
Whittaker genoot een acteeropleiding aan de Londense Guildhall School of Music and Drama. Ze spreekt gewoonlijk met een relatief zwaar Yorkshires accent.

## Filmografie
*Exclusief 5+ televisiefilms
- Journeyman (2017)
- Adult Life Skills (2016)
- Black Sea (2014)
- Get Santa (2014)
- Hello Carter (2013)
- Ashes (2012)
- Spike Island (2012)
- Good Vibrations (2012)
- A Thousand Kisses Deep (2011)
- One Day (2011)
- Attack the Block  (2011)
- Ollie Kepler's Expanding Purple World (2010)
- The Kid (2010)
- St Trinian's 2: The Legend of Fritton's Gold (2009)
- Perrier's Bounty (2009)
- Swansong: Story of Occi Byrne (2009)
- White Wedding (2009)
- Good (2008)
- St. Trinian's (2007)
- Venus (2006)

## Televisieseries
*Exclusief eenmalige gastrollen
- Doctor Who - The Doctor (2017-2022)
- Trust Me - Cath / Ally (2017, vier afleveringen)
- Broadchurch - Beth Latimer (2013-2017, 24 afleveringen)
- The Assets - Sandy Grimes (2014, acht afleveringen)
- The Smoke - Trish Tooley (2014, acht afleveringen)
- Marchlands - Ruth Bowen (2011, vijf afleveringen)
- Cranford - Peggy Bell (2009, twee afleveringen)
- Wired - Louise Evans (2008, drie afleveringen)
- Tess of the D'Urbervilles - Izzy Huett (2008, drie afleveringen - miniserie)
- Dalziel and Pascoe - Kirsty Richards (2006, twee afleveringen)

## Privé
Whittaker trouwde in 2008 met een acteur. Ze heeft twee kinderen.